# فروشگاه ست بیول
فروشگاه ست بیول (به کره‌ای: 편의점 샛별이؛ Pyeonuijeom Saetbyeoli، به انگلیسی: Backstreet Rookie, Convenience Store Saet-byul) یک سریال تلویزیونی محصول سال ۲۰۲۰ کره جنوبی با بازی جی چانگ ووک و کیم یو جونگ است. این مجموعه براساس وب‌تون فروشگاه ست بیول که از سال ۲۰۱۶ تا ۲۰۱۷ منتشر شد، ساخته شده است.